# کمال جنبلاط
کمال بن فؤاد بن نجیب بن سعید، معروف به کمال جنبلاط (۱۹۱۷–۱۹۷۷) رهبر حزب سوسیالیست ترقی خواه و یکی از برجسته‌ترین رهبران دروزی در لبنان بود.
پس از او پسرش، ولید جنبلاط (مرداد ۱۳۲۸/ اوت ۱۹۴۹)، جانشین وی شد.

## زندگی و تحصیلات
کمال جنبلاط در ۶ دسامبر ۱۹۱۷ در مختاره به دنیا آمد.
دوره دبیرستان را در مدرسه عین طوره گذراند و در ۱۹۳۸ به فرانسه رفت و از دانشگاه سوربن در دو رشته جامعه‌شناسی و روان‌شناسی مدرک کارشناسی گرفت.
پس از بازگشت به لبنان، وارد دانشگاه سن‌ژوزف شد و از آنجا لیسانس حقوق گرفت.

## ورود به سیاست
کمال جنبلاط در ۱۳۲۱ ش/ ۱۹۴۲، به مدت یک سال، در دفتر امیل ادّه، رئیس‌جمهوری وقت لبنان، به وکالت پرداخت.
کمال جنبلاط در دوران جوانی از ادّه، که طرفدار فرانسه بود حمایت کرد، اما بعدها با سیاست‌های ادّه مخالفت کرد و به بشاره خوری رئیس‌جمهوری اسبق آن کشور، گرایش یافت. کمال در ۱۳۲۲شمسی/ ۱۹۴۳ میلادی از منطقه شوف به نمایندگی مجلس ملی لبنان انتخاب شد.
در ۱۳۲۶ش/ ۱۹۴۷ وزیر امور اقتصادی گردید و سپس وزیر کشور شد. او در این سمت به بسیاری از گروه‌های چریکی اجازه فعالیت داد و وقتی که آن سِمت را ترک کرد، دارای مشی کاملاً مخالفی با دولت بود.
جنبلاط از ۱۳۲۲ ش/ ۱۹۴۳ چندین دوره متوالی به نمایندگی مجلس انتخاب گردید و از ۱۳۳۷ ش/ ۱۹۵۸ در هیئت دولت شرکت کرد و مسئولیتهای متعددی را به عهده گرفت و در ۱۳۴۸ ش/ ۱۹۶۹ بار دیگر وزیر کشور شد.
حمایت او از مبارزان فلسطینی در پیکار با اسرائیل باعث شد تا سران ارتش لبنان و دستگاه‌های اطلاعاتی اسرائیل آشکارا علیه وی برخیزند. فؤاد شهاب (۱۹۰۳–۱۹۷۳)، رئیس‌جمهوری اسبق لبنان، از جمله مخالفان وی بود.

## تأسیس حزب
کمال جنبلاط از مشی جمال عبدالناصر (رئیس‌جمهوری پیشین مصر) طرفداری می‌کرد و نیز حامی دوستی لبنان و مصر و سوریه با اتحاد شوروی بود.
او در ۱۳۵۱ ش/ ۱۹۷۲ موفق به گرفتن جایزه صلح لبنان شد.
کمال جنبلاط در ۱۳۲۸ ش/ ۱۹۴۹ حزب سوسیالیست ترقی‌خواه را با هدف انجام اصلاحات اقتصادی و اجتماعی، پایه‌گذاری کرد (رجوع کنید به پتران، ص ۴۷). جنبلاط، به سبب حمایت از ملی‌گرایی عربی و جنبش ملی آزادیبخش فلسطین در لبنان، از مهم‌ترین سیاستمداران تاریخ معاصر این کشور به‌شمار می‌آید.
حزب سوسیالیست به رهبری کمال جنبلاط توانست نقش کم‌اهمیت جامعه دروزی را در لبنان تقویت کند. همبستگی میان دو شاخه نظامی و سیاسی حزب در دوران جنگ داخلی (۱۳۵۴ تا ۱۳۶۸ ش/ ۱۹۷۵ تا ۱۹۸۹) برای دروزیان موفقیت‌های مهم سیاسی در پی داشت.
تأکید جنبلاط بر ملی‌گرایی عربی، که در بسیاری از کتاب‌ها و مقاله‌هایش نیز به آن پرداخته‌است در آغاز بیشترین مخاطبان را در میان مسیحیان و دروزیان و به‌تدریج در جامعه دروزی داشت. او بر این باور بود که لبنان کشوری عرب است و هیچ تضادی میان وفاداری به لبنان و وفاداری به جهان عرب نیست.
کمال جنبلاط در اوایل جنگ داخلی لبنان رئیس دفتر سیاسی احزاب و جریانهای ملی و پیشرو در لبنان شد، همچنین به ریاست کنگره همبستگی با ملتهای آسیا و آفریقا و گروه حمایت از مبارزه مردم فلسطین برگزیده شد. او از سرسخت‌ترین طرفهای جنگ داخلی بود و بارها خواستار پیروزی نظامی بر فالانژها (گروه‌های شبه‌نظامی مسیحی در دوران جنگ داخلی) بود. همچنین، تلاشهای سوریه برای پایان دادن به نبردها را نمی‌پذیرفت و همواره درصدد انتقام از فالانژها بود.
او، با پشتیبانی از هر حرکت تندرو در لبنان، تأثیرش در امور سیاسی این کشور بیش از تأثیر رئیس یک حزب بوده‌است. وی در بُعدِ نظری آرمان‌گرا و در رفتار سیاسی عمل‌گرا بود.

## کتاب‌ها
المشارکة بین العلم الحدیث و الحکمة
غاندی و العالم المعاصر
الدیمقراطیة الجدیدة
الدیمقراطیة العالمیة و السلام
الوجه الاخلاقی للدروز
بلادالحکماء و نحو اشتراکیة اکثر انسانیة
سازمان انتشارات حزب سوسیالیست ترقی‌خواه مجموعه آثار کمال جنبلاط را در ۱۳۶۶ ش/ ۱۹۸۷ در بیروت به چاپ رساند.

## زندگی شخصی
در ۱ می ۱۹۴۸، جنبلاط با می ارسلان، دختر شاهزاده شکیب ارسلان (یکی دیگر از خانواده‌های برجسته لبنان) بود، در ژنو ازدواج کرد.  تنها فرزند خود، ولید جنبلاط، در تاریخ ۷ اوت ۱۹۴۹ متولد شد. آن‌ها هنگامی که والید سه ساله بودند، طلاق گرفتند.
کمال جنبلاط به‌طور گسترده سخنرانی کرد و بیش از ۱۲۰۰ مقاله به زبان عربی و فرانسوی نوشت. او تحت تأثیر حرکت چپ اروپایی به عنوان یک ایدئال سوسیالیست توصیف شده‌است. او خاطرات خود را تحت عنوان من برای لبنان صحبت می‌کنم منتشر کرد. 

## مرگ
وی در اوج درگیریهای جنگ داخلی لبنان، در ۲۵ اسفند ۱۳۵۵/ ۱۶ مارس ۱۹۷۷، در مسیر بازگشت به خانه‌اش در مختاره، در منطقه شوف به قتل رسید.